# Lista episoadelor din Baftă Charlie
Baftă Charlie este un serial difuzat de Disney Channel.

## Sumar
| România | România | România  | România       | România        |
| Sezoane | Sezoane | Episoade | Primul Episod | Ultimul Episod |
| ------- | ------- | -------- | ------------- | -------------- |
|         | 1       | 26/26    | 5 iunie 2010  | 14 mai 2011    |

| Statele Unite | Statele Unite | Statele Unite | Statele Unite  | Statele Unite    |
| Sezoane       | Sezoane       | Episoade      | Primul Episod  | Ultimul Episod   |
| ------------- | ------------- | ------------- | -------------- | ---------------- |
|               | 1             | 26/26         | 4 aprilie 2010 | 23 ianuarie 2011 |

## Sezonul 1: 2010-2011
| # | # / Sezon | Titlu                                                               | Regizat de       | Scris de                         | Premieră Originală | Premieră, România | Cod |
| --- | --------- | ------------------------------------------------------------------- | ---------------- | -------------------------------- | ------------------ | ----------------- | --- |
| 1 | 1         | „Întâlnire de studiu” „Study Date”                                  | Shelley Jensen   | Phil Baker Drew Vaupen           | 4 aprilie 2010     | 5 iunie 2010      | 101 |
| După ce Amy se întoarce la slujba ei de asistentă, Bob o asigură că totul va fi bine acasă. Între timp Violetta e distrasă de la învățat de partenerul ei chipeș de studiu, PJ încearcă o repetiție cu formația și Gabe se simte de parcă toată lumea l-a uitat. Bob cade pe scări și Teddy trebuie să aibă grijă de Charlie, PJ îl duce pe Bob la spital și amândoi încearcă să nu dea ochii cu Amy. Invitat special: Tyler Jackson WIlliams ca Jasper și Mike Grief ca Neal |           |                                                                     |                  |                                  |                    |                   |     |
| 2 | 2         | „Bebe hai înapoi” „Baby Come Back”                                  | Shelley Jensen   | Dan Staley                       | 11 aprilie 2010    | 19 iunie 2010     | 102 |
| PJ o duce pe Charlie în parc dar accidental schimbă cărucioarele cu o fată pe nume Emma, și aduce acasă alt bebeluș. Între timp, Amy și Bob merg la o cină la restaurant pentru a-și mai lua gândul de la Charlie. Invitați speciali: Gilland Jones ca Emma și Mike Hagerty ca și Căpitanul Stretchy |           |                                                                     |                  |                                  |                    |                   |     |
| 3 | 3         | „Cazul Curios al Dl. Dabney” „The Curious Case of Mr. Dabney”       | Eric Dean Seaton | Christopher Vane                 | 18 aprilie 2010    | 3 iulie 2010      | 106 |
| PJ și Gabe își suspectează vecina, pe doamna Dabney, că și-a ucis soțul, domnul Dabney și încearcă să demonstreze asta pe când au grijă de Charlie. Între timp, Teddy a devenit geloasă pe cea mai buna prietenă a ei Ivy pentru că este prietenă bună cu Amy. |           |                                                                     |                  |                                  |                    |                   |     |
| 4 | 4         | „Doi de Whammy” „Double Whammy”                                     | Eric Dean Seaton | Erika Kaestle Patrick McCarthy   | 25 aprilie 2010    | 26 iunie 2010     | 104 |
| Amy o convinge pe Teddy să dea audiție pentru o mascotă nenorocoasă Whammy, deci Teddy încearcă să scape de audiție și ajunge noul Whammy. Se pare că ea era singura candidată. Între timp, PJ se teme că va fi chel ca Bob; mai târziu îl provoacă pe Emmet la o întrecere de bebeluși cu noul său nepot împotriva lui Charlie. Charlie face primii ei pași. |           |                                                                     |                  |                                  |                    |                   |     |
| 5 | 5         | „Dans la termen” „Dance Off”                                        | Eric Dean Seaton | Christopher Vane                 | 2 mai 2010         | 12 februarie 2011 | 108 |
| Un bal dansant se apropie, la școala lui Teddy. Teddy îl invită pe Spencer să vină cu ea la noaptea cea mare și îi solicită lui Ivy și Emmet să îi ducă și pe ei cu mașina la dans. Teddy încearcă să obțină primul ei sărut de la Spencer, dar Emmett, care o place, de asemenea,pe Teddy, încearcă să-i distragă atenția lui Spencer, provocându-l la o competiție de dans. Cu toate acestea, Teddy primește primul ei sărut cu Spencer oricum. Între timp, Gabe încearcă să-și convingă părinții să se certe, la o întâlnire părinte-profesor, deoarece el s-a plâns profesorului său că părinții lui nu se înțeleg și spunând că el nu a putut finaliza sarcinile sale, din cauza părinților săi. Astfel încât ei nu se certau, el a eliberat sobolanul clasei. |           |                                                                     |                  |                                  |                    |                   |     |
| 6 | 6         | „Charlie a făcut-o” „Charlie Did it”                                | Adam Weissman    | Jim Gerkin                       | 9 mai 2010         | 28 august 2010    | 107 |
| Charlie fură o pereche de ochelari de soare dintr-un magazin, asa că patronul îi arestează. Apoi Teddy și Gabe încearcă să scape. Între timp, PJ și Emmett încearcă să scrie un cântec pentru un spot publicitar al lui Bob. |           |                                                                     |                  |                                  |                    |                   |     |
| 7 | 7         | „Inima Franța” „Butt Dialing Duncans”                               | Bob Koherr       | Jim Gerkin                       | 16 mai 2010        | 11 decembrie 2010 | 118 |
| Bob le dă lui Teddy și PJ noi telefoane mobile. Teddy încearcă să o păcălească pe Amy să creadă că ea este o "mamă cool" pentru a o lăsa să meargă la miezul nopții la filmul Crepuscul. Între timp, PJ face un proiect de știință cu VanBrunt, bătăușul școlii.Bob îl ajută pe Gabe cu elicopterul său nou cu control de la distanță. Invitat special: Adam Cagley ca George VanBrunt, Wendle Josepher ca Mrs. Jeter, Doug Haley ca Walter |           |                                                                     |                  |                                  |                    |                   |     |
| 8 | 8         | „Charlie are 1 an” „Charlie is 1”                                   | Adam Weissman    | Andrew Orenstein                 | 23 mai 2010        | 1 ianuarie 2011   | 110 |
| Este prima zi de naștere a lui Charlie și ziua specială aduce înapoi amintiri nebune din ziua în care ea s-a născut. Inclusiv tata și PJ, care când vin de la pescuit găsesc un urs dormind în vanul lor, astfel încât aceștia sunt forțați să fure motocicletele unui cuplu,de delicvenți. Teddy și Ivy joacă o piesă despre depășirea diferențelor dintre oameni și vin împreună la Amy care e la spital pentru a naște copilul. Gabe este singur acasă din cauza familiei sale care uită de el, dar doamna Dabney îl ia și-l duce la spital oricum. Spre sfârșitul zilei nebune a nașterii lui Charlie, Duncanii au o soră nouă și fac o fotografie de familie. După povestea mare a zilei de naștere a lui Charlie , Maddog și Francis (delicvenții)le fac o vizită surpriză Duncanilor cu o jachetă de motociclist pentru Charlie iar Amy acceptă ca ei să fie acum nașii lui Charlie.                           |           |                                                                     |                  |                                  |                    |                   |     |
| 9 | 9         | „Sus în copac” „Up a Tree”                                          | Eric Dean Seaton | Erika Kaestle Patrick McCarthy   | 6 iunie 2010       | 9 octombrie 2010  | 105 |
| Bob face o înțelegere cu Dna Dabney că dacă va tăia copacul care blochează lumina soarelui ea își va ține câinele care latră în casă. Acest copac are valoare sentimentală pentru Teddy și PJ deoarece acolo este căsuța lor din copilărie și organizează un protest pentru a nu se distruge amintirile și tot odată viitoarea căsuță a lui Charlie. |           |                                                                     |                  |                                  |                    |                   |     |
| 10 | 10        | „Du-l pe Mel la meci” „Take Mel Out to the Ball Game”               | Eric Dean Seaton | Andrew Orenstein                 | 13 iunie 2010      | 17 iulie 2010     | 103 |
| Când Teddy descoperă ca eă are un unchi pe nume Mel despre care Bob refuză să vorbească cu ea, ea și Ivy vizitează casa de pensionari în care locuiește Mel și decid să-l ia pe el la jocul de baseball. Totuși, odată ajunși la joc, Mel devine respingător prin comportamentul său. Acesta ar fi, se pare, motivul pentru care el și Bob nu s-au împăcat niciodată. Între timp, Gabe și PJ invită un fotograf să facă poze lui Charlie,deși mama lor a refuzat. Invitat special: Blake Clark ca Unchiul Mel |           |                                                                     |                  |                                  |                    |                   |     |
| 11 | 11        | „Băieții întâlnesc fete” „Boys Meets Girls”                         | Eric Dean Seaton | Phil Baker Drew Vauper           | 27 iunie 2010      | 23 octombrie 2010 | 109 |
| Când PJ întâlnește o fată, Madison, la noua sa slujbă Kwikki Chikki, Emmet devine gelos deoarece ei petrec prea mult timp împreună. Amy află că Bob obișnuia să o scoată pe mama lui Madison în oraș și să-și pună porecle unul celuilalt. Între timp, Teddy încearcă să-l salveze pe Gabe care este bătut de o fată numită Jo. |           |                                                                     |                  |                                  |                    |                   |     |
| 12 | 12        | „Kit și Kaboodle” „Kit and Kaboodle”                                | Bob Koherr       | Phil Baker Drew Vauper           | 11 iulie 2010      | 18 decembrie 2010 | 111 |
| Gabe devine prima sa îndrăgostit pe o fată numită Kit, apoi el se află la ei prin a spune că este doar un copil, astfel încât acestea pot avea ceva în comun. Între timp, doamna Dabney îi cere lui Teddy să stea cu pisica ei Kaboodle și Teddy crede că pisica este bolnavă pentru că el este doar situată în jurul. PJ o folosește pe Charlie pentru a face mai mulți bani pe livrările prin a spune că este uitată în timp ce mama lui este în spital, ea nu menționează de fapt că lucrează acolo. ??? Traducerea nu e tocmai corecta ??? |           |                                                                     |                  |                                  |                    |                   |     |
| 13 | 13        | „Micul ajutor al lui Teddy” „Teddy's Little Helper”                 | Bob Koherr       | Michael Fitzpatrick              | 1 august 2010      | 25 decembrie 2010 | 112 |
| Teddy încearcă încălzire de până la profesorul ei de engleză de către având Charlie ia parte la prezentarea sa orală pe Animal Farm carte. Între timp, Gabe si echipa lui de baschet foc Bob ca antrenor lor și Amy angaja în schimb, după ce a câștigat primul lor joc sub îndrumarea ei. De asemenea, PJ începe să-și petreacă mod prea mult timp cu prietenii lui Amy. ??? Traducerea nu e tocmai corecta ??? |           |                                                                     |                  |                                  |                    |                   |     |
| 14 | 14        | „Unde-i paturica” „Blankie Go Bye-Bye”                              | Bob Koherr       | Jim Gerkin                       | 15 august 2010     | 29 ianuarie 2011  | 113 |
| Teddy pune accidental pătura lui Charlie în grămada pentru donare în loc de grămada pentru spălătorie. Ea merge să o caute la centrul de donații, dar rămâne blocată în partea din spate a camionului de donare. Între timp, PJ urmează sfatul lui Teddy și plănuiește o sărbătoare marocană pentru aniversarea de nuntă a părinților lor . Pentru a celebra aniversarea lor, Amy și Bob împreună cu Gabe,se duc la film. Dar PJ se încuie în afara casei iar Charlie distruge cina festivă pentru părinți. |           |                                                                     |                  |                                  |                    |                   |     |
| 15 | 15        | „Charlie ajunge în top” „Charlie Goes Viral”                        | Eric Dean Seaton | Erika Kaestle Patrick McCarthy   | 29 august 2010     | 19 februarie 2011 | 114 |
| Teddy îi întâlnește pe părinții lui Spencer și vede cât de frumos sunt și dorințele familia ei a fost în același mod. Între timp, casete video PJ Charlie, atunci când ea este în curs de amuzant și pune video de pe internet. Popularitatea video, pune Duncans la TV ??? Traducerea nu e tocmai corecta ??? |           |                                                                     |                  |                                  |                    |                   |     |
| 16 | 16        | „Duncanii au talent” „Duncan's Got Talent”                          | Eric Dean Seaton | Phil Baker Drew Vaupen           | 12 septembrie 2010 | 26 februarie 2011 | 115 |
| Spencer decide să o ajute pe Teddy cu numărul de dans al ei pentru spectacolul de talente de la școală, dar când el își dă seama că este teribil, el își înscena propria fractură pentru a nu mai participa la show. Atunci când ea află, ea este supărată, și rupe relația cu el. Între timp, Jo îl convinge pe Gabe că ea îl va ajuta să câștige alegerile președintelui de clasă, dar în schimb ea a intenționat să îl saboteaze ca să câștige ea. |           |                                                                     |                  |                                  |                    |                   |     |
| 17 | 17        | „Puicuța Kwikki” „Kwikki Chick”                                     | Eric Dean Seaton | Dan Staley                       | 19 septembrie 2010 | 5 februarie 2011  | 116 |
| Teddy are nevoie de bani pentru un telefon mobil nou și acceptă un loc de muncă,să plimbe câinii din cartier , dar de locul acesta de muncă nu e deloc mulțumită. După ce PJ are ideea să angajeze un Domn Kwikky, gândindu-se la el, șeful lui o vrea pe Teddy pentru post. Teddy acceptă, dar când văzu tristețea fratelui ei, vine cu un plan pentru a fi concediată, în scopul de a da fratelui ei postul. Între timp, Amy cântă o piesă cu Charlie la un club de copii, dar devine foarte competitivă cu alte mame, în timp ce Gabe folosește un șoricel pentru a-i juca un truc lui Bob. |           |                                                                     |                  |                                  |                    |                   |     |
| 18 | 18        | „Charlie e șefa” „Charlie in Charge”                                | Bob Koherr       | Phil Baker Drew Vaupen           | 17 octombrie 2010  | 5 martie 2011     | 123 |
| Charlie este lăsată în sarcina lui Gabe care își face o temă de școală, cu Jo. Între timp, Teddy și Emmett îl păcălesc pe PJ pentru a merge la dentist și Amy este de acord pentru a-l ajuta pe Bob la o exterminare, când de fapt el a promis să o ia la o întâlnire relaxantă la SPA. |           |                                                                     |                  |                                  |                    |                   |     |
| 19 | 19        | „Nopți albe în Denver” „Sleepless in Denver”                        | Adam Weissman    | Jim Gerkin                       | 24 octombrie 2010  | 12 martie 2011    | 125 |
| Gabe și prietenii săi care dorm la el, vizionează un film de groază, care îi face să aibă mai târziu probleme cu somnul. Între timp, Charlie refuză să doarmă în patul ei nou de fată mai mare.Pentru că Teddy nu se poate odihni lângă băieți (Gabe și prietenii) pentru audiția de la școală, e nevoită să doarmă în patutul lui Charlie. PJ are vise de ceea ce se poate întâmpla în cazul în care el devine prea gras și prea puternic.Charlie o pictează pe Teddy pe față, astfel încât ea primește rolul bestiei la școală. Alte personaje: Nolan Gould ca Zander, Najee Muhammad ca Liam și Hannigan Mackenzie ca Jeremy Notă: Charlie vorbește pentru prima dată în acest episod. |           |                                                                     |                  |                                  |                    |                   |     |
| 20 | 20        | „Fata mușcăturilor de câine” „Girl Bites Dog”                       | Eric Dean Seaton | Christopher Vane                 | 14 noiembrie 2010  | 19 martie 2011    | 117 |
| Charlie îl mușcă pe Spencer, deoarece ea suspectează că ceva se întâmplă cu el. Teddy este îngrijorată că mușcătura lui Charlie va pune relația lor într-o criză, dar s-a dovedit că bănuiala lui Charlie era adevărată atunci când Teddy îl prinde pe Spencer că se întâlnește cu o altă fată, Skyler(Samantha Boscarino). Teddy rupe relația cu Spencer și este dezamăgită. Între timp, Gabe îl păcălește pe PJ prin semnarea unui contract care spune că are de să îl ducă pe Gabe cu mașina ori de câte ori vrea să meargă undeva. Pentru a obține înapoi de la el contractul, Amy pretinde a fi o fantomă care bântuie mașina atunci când Gabe stă în ea. Note: Bridgit Mendler și Samantha Boscarino anterior, coopereze-a jucat împreună în filmul The Cique |           |                                                                     |                  |                                  |                    |                   |     |
| 21 | 21        | „Lui Teddy Spart Inima Club Bandă” „Teddy's Broken Heart Club Band” | Adam Weissman    | Michael Fitzpatrick              | 21 noiembrie 2010  | 26 martie 2011    | 119 |
| După despărțirea lui Teddy de Spencer, ea și Skyler se întâlnesc pentru a-i face o melodie, Dissing Spencer, și a o posta online. Spencer îi mărturisește lui Teddy că regretă ceea ce a făcut el și vrea să treacă peste. Între timp, Gabe și PJ sunt obosiți de a împărți TV-ul, astfel încât Gabe fură televizorul din casa doamnei Dabney. Amy profită de o sală de gimnastică, care oferă gratuit îngrijire pentru bebeluși, astfel încât ea poate merge la spa, peste stradă. Alte personaje: Patricia Belcher ca doamna Dabney, Raven Goodwin ca Ivy, Shane Harper, Maria Scheer ca Patricia și Samantha Boscarino ca Skyler |           |                                                                     |                  |                                  |                    |                   |     |
| 22 | 22        | „Teddy își revine” „Teddy Rebounds”                                 | Eric Dean Seaton | Phil Baker & Drew Vaupen         | 28 noiembrie 2010  | 2 aprilie 2011    | 120 |
| Un copil nou în cartier pe nume Austin,cu care Gabe este forțat să devină prieten, dezvoltă o pasiune pentru Teddy. Ea folosește dragostea lui în avantajul ei să-l facă gelos pe Spencer, care avea deja o prietenă nouă. Între timp, Bob temporar îl înlocuiește pe un membru al trupei lui PJ și Emmett, după ce Charlie, care e bolnavă, îl molipsi pe cel mai nou membru al formației. Alte personaje: Nathan Gamble ca Austin și Ryan Heinke ca Jimmy |           |                                                                     |                  |                                  |                    |                   |     |
| 23 | 23        | „Apăsând pe butoane” „Pushing Buttons”                              | Adam Weissman    | Phil Baker & Drew Vaupen         | 12 decembrie 2010  | 9 aprilie 2011    | 124 |
| Gabe o acuză pe Charlie că a deschis ușa de la garaj și a permis ca bicicleta să fie furată. De fapt e doar un truc pentru a-l convinge pe tatăl său să-i cumpere o bicicletă nouă. Teddy regizează un film cu clasa ei (o zi specială în viața lor) și a alege o zi,când a aflat că se va naște Charlie, dar îi mărturisește accidental lui Amy cum sa simțit cu adevărat atunci când a auzit că un nou copil a fost pe drum. Între timp, Emmett are o prietenă nouă, Nina, din America de Sud, și se pare că ea are o soră geamănă care se combină cu PJ. Alte personaje: Tucker Albrizzi ca Jake și Morrow Danielle ca Kimmy |           |                                                                     |                  |                                  |                    |                   |     |
| 24 | 24        | „Arată Zăpada (Part 1)” „Snow Show (Part 2)”                        | Shelley Jensen   | Erika Kaestle & Patrick McCarthy | 16 ianuarie 2011   | 14 mai 2011       | 121 |
| Familia Duncan merge la munte,iar PJ și Gabe se alătură unui concurs pentru a câștiga,Emi și Bob își aduc aminte că ei nu sunt cununați.Teddy se întâlnește cu Spencer și se îndrăgostește iarăși de el. ??? Traducerea nu e tocmai corecta ??? |           |                                                                     |                  |                                  |                    |                   |     |
| 25 | 25        | „Arată Zăpada (Part 2)” „Snow Show (Part 2)”                        | Joel Zwick       | Christopher Vane                 | 23 ianuarie 2011   | 14 mai 2011       | 122 |
| Gabe trebuie să plătească room service și PJ datorează niște bani unui copil (Davis Cleveland),cu care sa întâlnit în telescaun , astfel încât aceștia se înscriu la un concurs de patinaj pe gheață. Teddy nu știe pe cine să aleagă dintre cei trei tipi cu care se întâlnește,și îi solicită astfel lui Ivy să vină la cabană pentru a ajuta să decidă. Spencer încearcă să o câștige pe Teddy, ceea ce duce ca el o va săruta pe Teddy în telescaun. Amy se ceartă cu Bob, după ce Bob nu vrea să se căsătorească din nou, în timpul vacanței. Teddy îi spune lui Spencer că vrea să fie doar prieteni, după ce Amy și Bob și-au reînnoit jurămintele. Alte personaje: Raven Goodwin ca Ivy, Shane Harper ca Spencer, Iordania ca Brandon Nichols, Chris Warren, Jr. ca Justin, Dee Dee Rescher ca Shirley, Ron Occident ca Petru, Davis Cleveland ca Walker, Darian Weiss ca Scott și Arin de los Reyes ca Nancy |           |                                                                     |                  |                                  |                    |                   |     |
| 26 | 26        | „Șoferiță pentru Doamna Dabney” „Driving Mrs. Dabney”               | Bob Koherr       | Dan Staley                       | 30 ianuarie 2011   | 16 aprilie 2011   | 126 |
| Bob spune că lui Teddy nu îi este permis să conducă, astfel încât ea se oferă să o conducă doamna Dabney la munte.Mașina rămâne fără benzină și au devenit izolate între munți. Între timp, familia se pregătește pentru ziua de naștere de șaisprezecelea a lui Teddy, iar PJ și Gabe aveau probleme în a găsi cadou pentru Teddy. |           |                                                                     |                  |                                  |                    |                   |     |

## Sezonul 2: 2011-2012
| # | # / Sezon | Titlu                                      | Regizat de | Scris de                         | Premieră Originală | Cod |
| --- | --------- | ------------------------------------------ | ---------- | -------------------------------- | ------------------ | --- |
| 27 | 1         | „Charlie face 2 ani” „Charlie is 2”        | Bob Koherr | Erika Kaestle & Patrick McCarthy | 20 februarie 2011  | 202 |
| 28 | 8         | „Ceva despre peștișor” „Something's Fishy” | Bob Koherr | Christopher Vane                 | 27 februarie 2011  | 203 |
| Bob îi confiscă telefonul mobil lui Teddy,după ce a trecut peste limita de credit și Teddy trebuie să plătească factura. Ea își ia un loc de muncă la locul de desfășurare o petrecerilor de copii ocean-tematice, îmbrăcată ca o caracatiță. Între timp, PJ continuă să o utilizeze pe Charlie ca un magnet de fete, dar planul lui eșuează atunci când prietena lui nouă, Kayla, pare a fi interesat de Charlie. Amy se străduiește pentru a-l bate la un joc de tenis video pe Gabe. |           |                                            |            |                                  |                    |     |